# Kumla Indianerna Speedway
Indianerna Kumla właśc. Kumla MSK - żużlowy klub z Kumli. Został założony w 1936 roku, co czyni go jednym z najstarszych szwedzkich klubów żużlowych. Jest jedynym klubem startującym w Elitserien, który jeździł w tej lidze już w pierwszym sezonie jej istnienia (1948). Dwukrotny drużynowy mistrz Szwecji (1990 i 1991). Łącznie Indianerna ma na swoim koncie 20 medali tych rozgrywek.

## Osiągnięcia
- Drużynowe Mistrzostwa Szwecji:
  - złoto: 2 (1990 i 1991)
  - srebro: 9 (1953, 1976, 1988, 1992, 1995, 2011, 2014, 2015 i 2020)
  - brąz: 9 (1952, 1954, 1977, 1986, 1987, 1989, 1996, 1998 i 2016)

## Kadra drużyny
Stan na marzec 2022
- David Bellego
- Damian Dróżdż
- Max Fricke
- Gustav Grahn
- Jonatan Grahn
- Chris Holder
- Niels-Kristian Iversen
- Krzysztof Kasprzak
- Norbert Kościuch
- Norbert Krakowiak
- Hugo Lundahl
- Christoffer Selvin
- Ludvig Selvin